# Карловский, Болеслав Михайлович
Болесла́в Миха́йлович Карло́вский (10 июня 1926, Киев — 8 апреля 1990) — украинский советский скульптор, член Союза художников УССР (1974).
Участник Великой Отечественной войны, награждён медалью «За победу над Германией в Великой Отечественной войне 1941—1945 гг.». В 1954 году закончил Киевский художественный институт. Работал в жанре станковой и монументальной скульптуры.

## Творчество

### Памятники
- Памятник советским воинам-освободителям в Ковеле. В соавторстве с В. П. Винайкиным, В. К. Жигулиным (1977)
- Бюст Т. Г. Шевченко в Житомире. Скульптор Б. М. Карловский, архитектор архитектор П. Н. Бирюк (бронза, 1979)[1].
- Памятник В. И. Ленину в Евпатории. Скульптор Б. М. Карловский, архитектор А. И. Агасиев (бронза, 1984)[2].

### Скульптурные композиции
- «Труд» на станции метро «Днепр» в Киеве (оргстекло, 1960, железобетон, 1964, в соавторстве с Э. М. Кунцевичем).
- Барельеф В. И. Ленина на станции метро «Октябрьская» (ныне — «Берестейская» в Киеве (бронза, 1971, демонтирован в начале 1990-х годов)

## Семья
- Сын — Михаил Карловский (род. 25.05.1968) — художник, член Национального союза художников Украины (с 1995)[3].

## Изображение
- Монументальная скульптура «Труд» на станции метро «Днепр» в Киеве
- Бюст Тараса Шевченко в Житомире